# Morbus gothicus
Le morbus gothicus ou maladie gothique en latin (enfermedad goda ou mal gótico en espagnol), est le terme utilisé par le chroniqueur franc Frédégaire pour dénoncer les incessantes querelles intestines qui minèrent le royaume des Wisigoths.

## Histoire
Dans la tradition des royautés barbares, la force, conquérante et protectrice, devient le facteur décisif de légitimité et le morbus gothicus dénoncé par Frédégaire, c'est-à-dire le soulèvement armé suivi de la déposition ou de l'assassinat du souverain vaincu ou jugé incompétent, régule la transmission d'un pouvoir partagé entre une série de familles larges entre lesquelles il circule : 8 lignées ont régné en Espagne jusqu'en 672 et deux familles alternent entre 672 et 711 (chute du royaume wisigoth d'Espagne). Sur la trentaine de rois wisigoths qui ont régné en Gaule ou en Espagne de 412 à 711, dix au moins meurent assassinés et plusieurs sont déposés ou forcés d'abdiquer. « Les Goths, dira Grégoire de Tours, ont pris la détestable habitude, quand un de leurs rois leur a déplu, de le poignarder et si quelqu'un était de leur goût de le prendre pour roi ».
Les conciles de Tolède réussissent, en multipliant les anathèmes, à atténuer la « maladie gothique » du régicide, mais n'empêchent pas les complots, les tentatives de coup d'État et les guerres civiles qui divisent et affaiblissent la  monarchie wisigothique.
Dans les années 640, Chindaswinthe, un de ces magnats wisigoths qui a lui-même souvent comploté, une fois élu roi, sachant quelle est la « maladie gothique », ordonne de tuer un par un tous les nobles du royaume qui auraient été compromis dans des rébellions contre des rois.
La princesse wisigothe Brunehaut, devenue reine des Francs par son mariage vers 566 avec le roi mérovingien Sigebert, est soupçonnée d'avoir importé le morbus gothicus dans le royaume franc. La Chronique de Frédégaire (IV, 43) accuse en effet la reine Brunehilde d'être à l'origine de la mort de dix rois francs entre les années 570 et 613, année de son supplice.
Chez les Goths d'Italie, quatre monarques sont assassinés en l'espace de six ans entre 535 et 541 : Amalasonte, Théodat, Hildebad et Éraric.

## Sources
- Frédégaire, Chronicae IV. 82, 163.
- Grégoire de Tours, Historiarum libri decem III. 30, 126.